# Bjurtjärnen (Gustav Adolfs socken, Värmland)
Bjurtjärnen är en sjö i Hagfors kommun i Värmland och ingår i Göta älvs huvudavrinningsområde. Sjön är 8 meter djup, har en yta på 0,169 kvadratkilometer och är belägen 268,9 meter över havet. Sjön avvattnas av vattendraget Tranebergsälven. Vid provfiske har abborre, gädda och mört fångats i sjön.

## Delavrinningsområde
Bjurtjärnen ingår i det delavrinningsområde (665944-139624) som SMHI kallar för Utloppet av Hyttjärnen. Medelhöjden är 335 meter över havet och ytan är 29,51 kvadratkilometer. Det finns inga avrinningsområden uppströms utan avrinningsområdet är högsta punkten. Tranebergsälven som avvattnar avrinningsområdet har biflödesordning 3, vilket innebär att vattnet flödar genom totalt 3 vattendrag innan det når havet efter 382 kilometer. Avrinningsområdet består mestadels av skog (79 procent). Avrinningsområdet har 2,15 kvadratkilometer vattenytor vilket ger det en sjöprocent på 7,3 procent.